# Тельсен (департамент)
Департамент Тельсен  (исп. Departamento de Telsen) — департамент в Аргентине в составе провинции Чубут.
Территория — 19893 км². Население — 1644 человек. Плотность населения — 0,08 чел./км².
Административный центр — Тельсен.

## География
Департамент расположен на севере провинции Чубут.
Департамент граничит:
- на севере — с провинцией Рио-Негро
- на востоке — с департаментом Вьедма
- на юге — с департаментами Мартирес, Гайман
- на западе — с департаментом Гастре

## Административное деление
Департамент включает 2 муниципалитета:
- Тельсен
- Ган-Ган

## Важнейшие населенные пункты[3]
| № | Населённый пункт | Населённый пункт (исп.) | Категория | Население чел. (2010) | На карте                        |
| - | ---------------- | ----------------------- | --------- | --------------------- | ------------------------------- |
| 1 | Ган-Ган          | Gan Gan                 | поселок   | 661                   | 42°31′20″ ю. ш. 68°17′08″ з. д. |
| 2 | Тельсен          | Telsen                  | поселок   | 544                   | 42°26′04″ ю. ш. 66°56′35″ з. д. |